# Erik Staaff (1860–1950)
Erik Staaff, född den 7 januari 1860 i Stockholm, död den 5 april 1950, var en svensk skol- och språkman, son till Carl Staaff.
Staaff blev 1878 student och 1897 filosofie doktor i Uppsala, läroverksadjunkt i Falun 1895 samt lektor
i latin och grekiska vid Latinläroverket å Norrmalm i Stockholm 1899 (en tjänst han lämnade 1925). 
Staaff författade bland annat De origine gentium patridarum (gradualavhandling 1896), en poetisk översättning av Sofokles sorgespel "Kung Oidipus" (i Falu läroverks årsberättelse 1897, omarbetad i Schücks "Världslitteraturen" 1902) och Om den horatianska odediktningen (i Latinläroverkets å Norrmalm årsberättelse, 1910).